# ژاک برنار
ژاک برنار (فرانسوی: Jacques Bernard‎؛ (۲۰۲۴-۱۹۲۹) هنرپیشه اهل فرانسه است. از فیلم‌هایی که در آن نقش داشته می‌توان کودکان وحشتناک را نام برد.